# Mały Cubryński Ogród

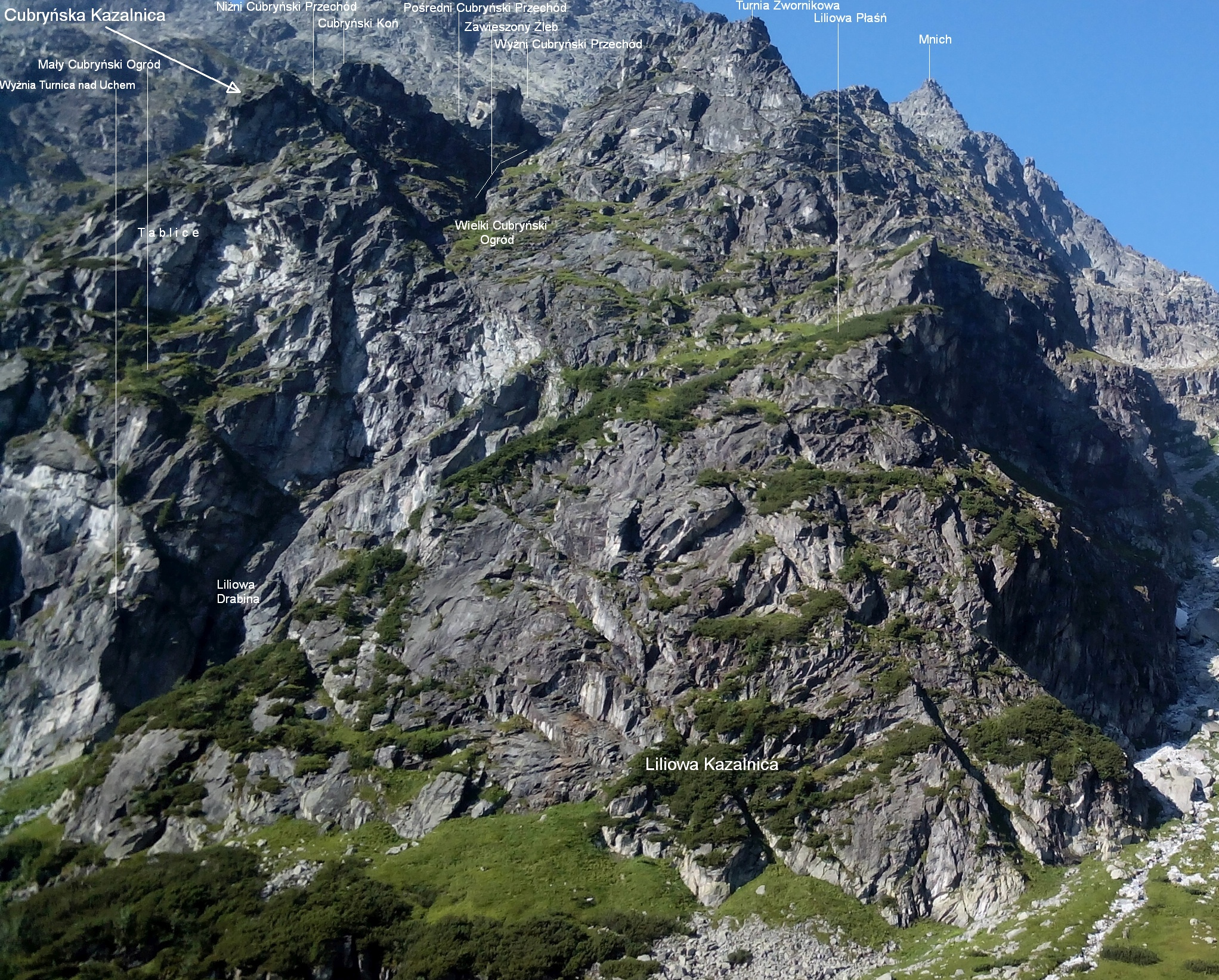
Mały Cubryński Ogród wśród opisanych obiektów

Mały Cubryński Ogród (niem. Kleiner Garten der Fichtentalspitze, słow. Malá čubrinská záhrada, węg. Kis-Csubrinai-kert) – pas skalisto-trawiastego, ale stromego terenu w Turni Zwornikowej w Tatrach Polskich nad Morskim Okiem. Znajduje się w jej ścianie zwanej Cubryńską Kazalnicą, po lewej (patrząc od dołu) stronie zatoki Ucho. Przecina ścianę na poprzek mniej więcej w połowie jej wysokości. Nie jest jednolity – składa się z kilku części poprzedzielanych ściankami. Po lewej stronie Mały Cubryński Ogród jest dość wyraźnie oddzielony od reszty ściany przełamaniem opadającym do płytowego przewężenia między Tarasem Vogla i Ławką pod Diabłem. Powyżej ogrodu z tej strony znajdują się dwie pionowe ścianki zwane Tablicami.  Po prawej stronie ogrodu biegnie od Ucha przewieszona skośna rysa, która poprowadzono direttissimę Turni Zwornikowej.
Przez Mały Cubryński Ogród prowadzą drogi wspinaczkowe.